# Alcathoos fils d'Ésyétès
Pour les articles homonymes, voir Alcathoos.

Dans la mythologie grecque, Alcathoos est un combattant troyen à la guerre de Troie.
Fils du Troyen Ésyétès, il est, dans l'Iliade, l'époux d'Hippodamie, gendre d'Anchise et beau-frère d'Énée, dont il est l'un des précepteurs. C'est un guerrier troyen remarqué pour sa beauté et sa bravoure, notamment lors de l'attaque troyenne du mur achéen. Au chant suivant, il est mortellement percé par la lance d'Idoménée, aidé par Poséidon.